# Chiesa dei Santi Pietro e Paolo (San Pietro di Morubio)
La chiesa dei Santi Pietro e Paolo è la parrocchiale di San Pietro di Morubio, in provincia e diocesi di Verona; fa parte del vicariato di Legnago.

## Storia

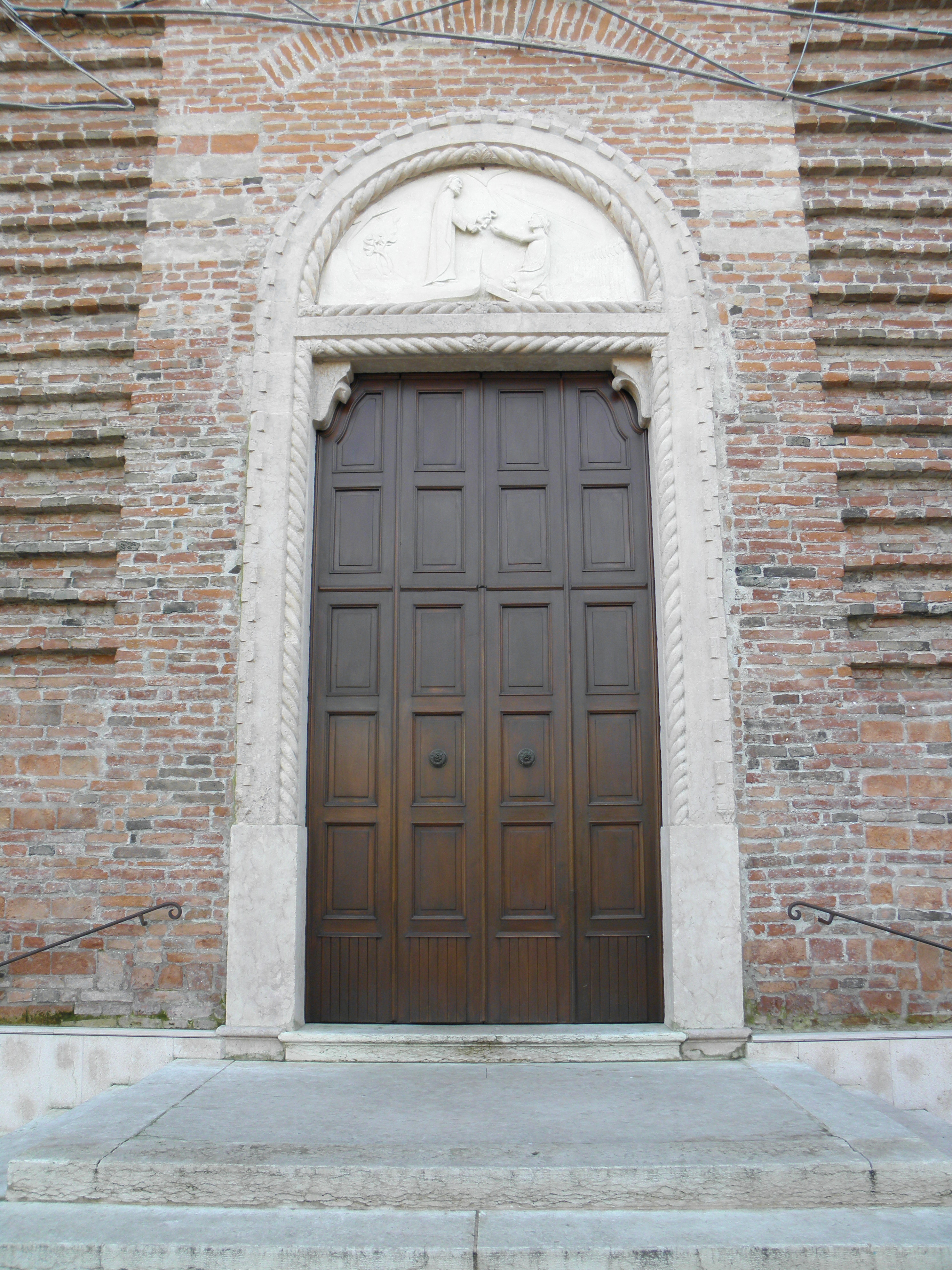
Il portale

La primitiva cappella di San Pietro di Morubio, con l'abside rivolta a oriente e l'ingresso a occidente, sorse nel XIII secolo ed era inizialmente filiale della pieve di San Zeno di Roverchiara.
Nel 1526 con decreto del vescovo di Verona Gian Matteo Giberti tale chiesetta fu eretta a parrocchiale, anche se per alcune questioni, come quelle economiche, rimase parzialmente assoggettata alla pieve roverchiarese.
Sul finire del XVIII secolo l'originaria cappella fu demolita per far posto alla nuova parrocchiale, voluto dall'allora parroco don Evangelista Masanielli, lavori della quale iniziarono in quel medesimo anno; l'edificio, che ingloba il portale maggiore del precedente, venne poi portato a compimento nel 1797.
Nel 1808 iniziò la costruzione del campanile, che fu ultimata nel 1816; la consacrazione della chiesa venne impartita il aprile 1836 dal vescovo di Verona Giuseppe Grasser.

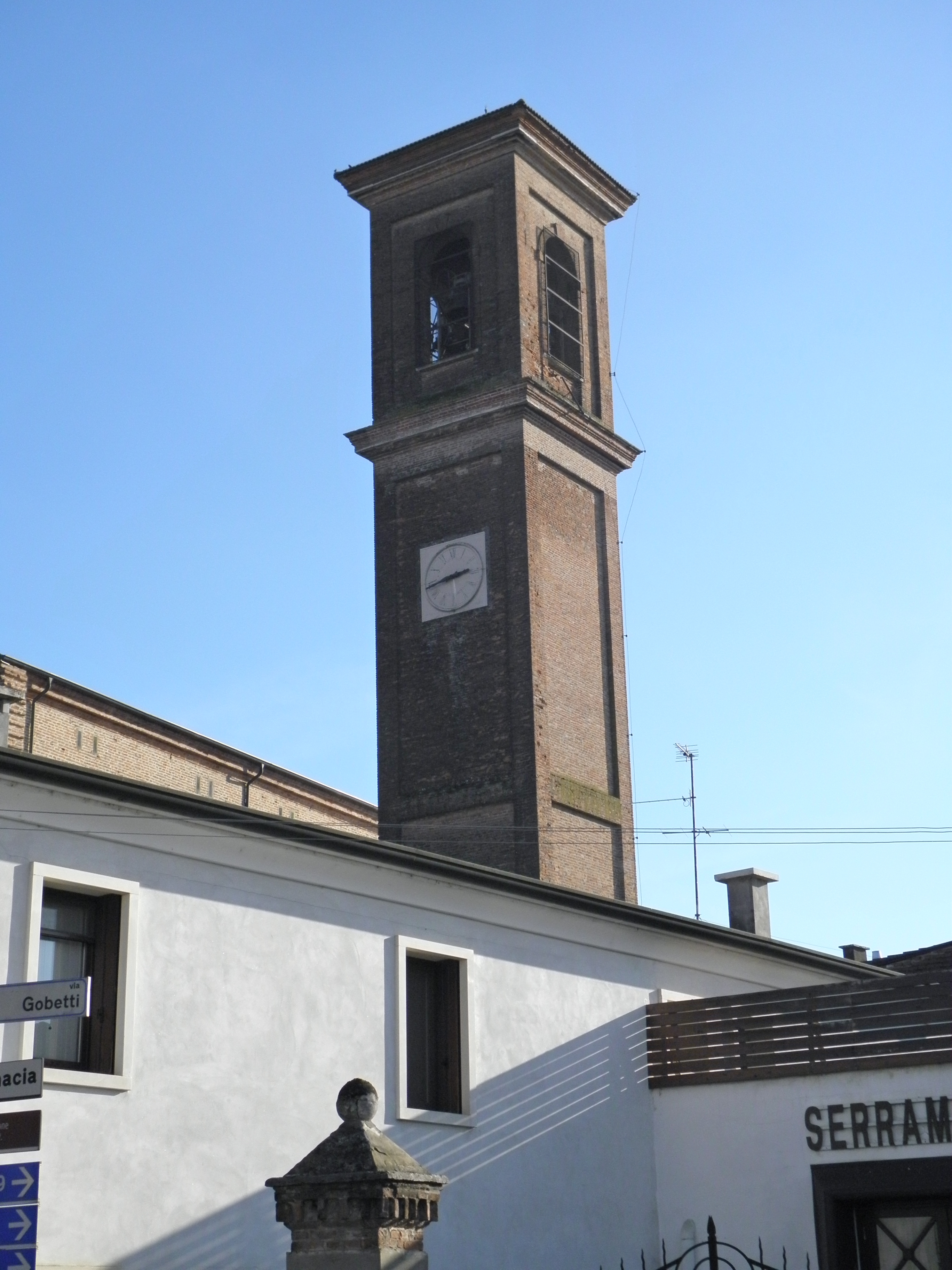
Il campanile

Infine, l'esterno dell'edificio fu oggetto di una ristrutturazione condotta tra il 2012 e il 2013.

## Descrizione

### Esterno
La facciata della chiesa, mai portata a termine, è costituita da mattoni a facciavista, priva dei blocchi in marmo che l'avrebbero dovuta riscoprire secondo il progetto originario; sopra il portale d'ingresso vi è una lunetta che ospita la raffigurazione di Gesù Cristo che porge le chiavi a San Pietro, eseguita nel Novecento da Giuseppe Farinon.
Accanto alla chiesa sorge il campanile, caratterizzato anch'esso dai mattoni a faccia vista, che misura un'altezza di 38 metri e il cui basamento è costituito da una porzione della precedente chiesetta medievale; nella cella campanaria, la quale è caratterizzata da quattro monofore, sono alloggiate cinque campane derivate dalla fusione di quelle un tempo appartenenti alla soppressa chiesa veronese di San Salvatore in Corte Regia.

### Interno
L'interno è composto da un'unica navata, sulla quale s'affacciano le quattro cappelle laterali, ospitanti gli altari di San Gaetano, del Sacro Cuore, di San Giuseppe e della Beata Vergine del Rosario; al termine dell'aula si sviluppa il presbiterio, rialzato di tre scalini, affiancato dalla cappella feriale e dalla sacrestia e chiuso dall'abside di forma semicircolare.